# Chantillac
Chantillac ist eine westfranzösische Gemeinde mit 372 Einwohnern (Stand: 1. Januar 2022) im Département Charente in der Region Nouvelle-Aquitaine (vor 2016 Poitou-Charentes). Sie gehört zum Arrondissement Cognac und zum Kanton Charente-Sud. Die Einwohner werden Chantillacais genannt.

## Lage
Chantillac liegt etwa 52 Kilometer südwestlich von Angoulême. Umgeben wird Chantillac von den Nachbargemeinden Bran im Norden, Baignes-Sainte-Radegonde im Norden und Nordosten, Bors (Canton de Charente-Sud) im Osten, Chevanceaux im Südosten und Süden, Chatenet im Süden und Südwesten, Le Pin im Westen und Südwesten, Mérignac im Westen sowie Messac und Vanzac im Nordwesten.

## Bevölkerungsentwicklung
| Jahr                       | 1962 | 1968 | 1975 | 1982 | 1990 | 1999 | 2006 | 2019 |
| Einwohner                  | 434  | 451  | 410  | 332  | 319  | 277  | 279  | 347  |
| Quellen: Cassini und INSEE |      |      |      |      |      |      |      |      |

## Sehenswürdigkeiten
- Kirche Saint-Jean-Baptiste aus dem 12. Jahrhundert
- Monumentalkreuz aus dem 14./15. Jahrhundert, Monument historique seit 1990
- Herrenhaus aus dem 18. Jahrhundert

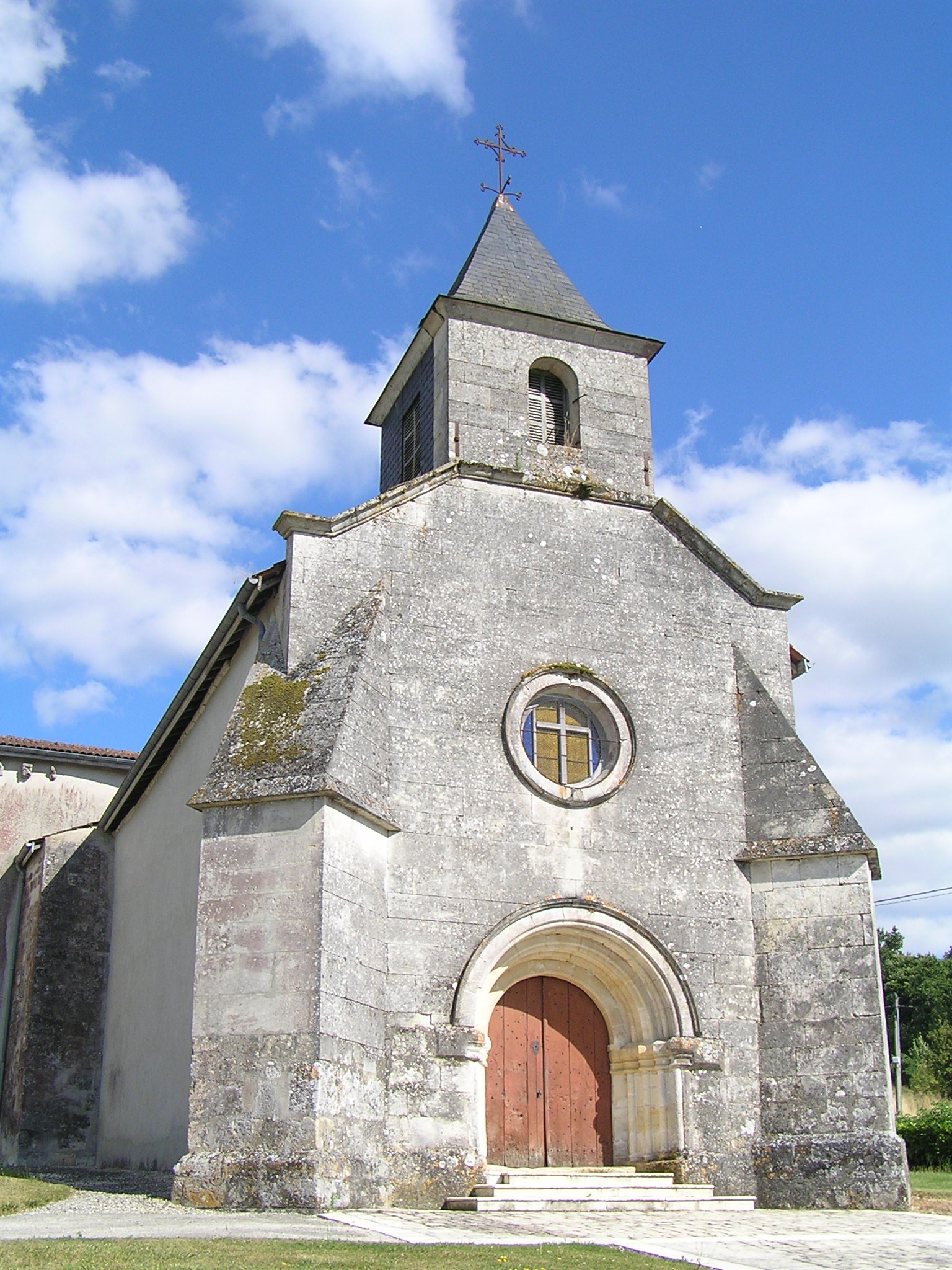
Kirche Saint-Jean-Baptiste
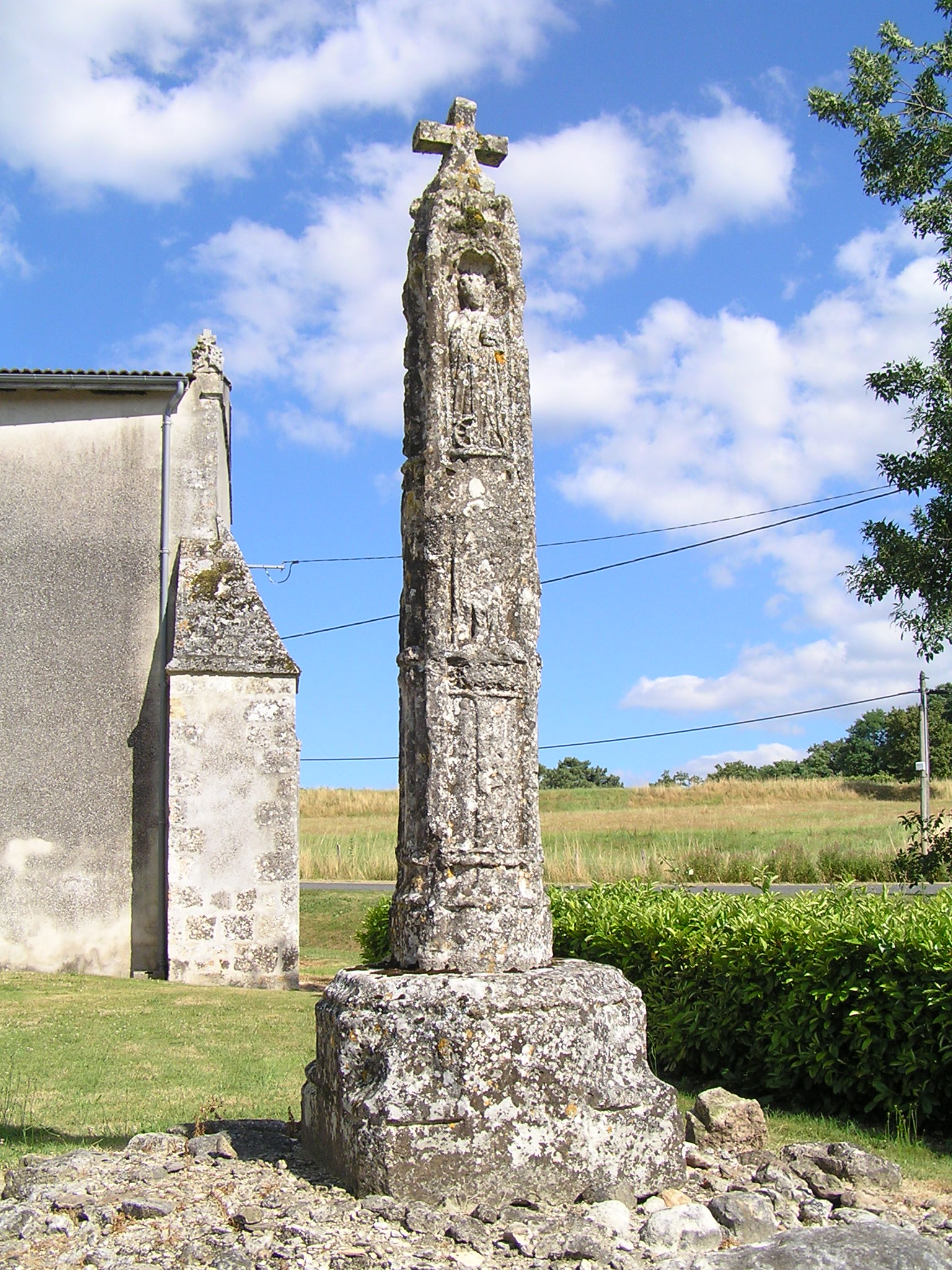
Monumentalkreuz